# Skiffle
Lo skiffle è un genere di musica folk con influenze della musica folk statunitense , del blues, del country, del bluegrass e del jazz, generalmente eseguito con una miscela di strumenti fabbricati e fatti in casa o improvvisati.
Il genere prese forma negli Stati Uniti nella prima metà del XX secolo, divenne estremamente popolare nel Regno Unito negli anni '50, dove fu interpretato da artisti come Lonnie Donegan, The Vipers Skiffle Group, Ken Colyer e Chas McDevitt. Lo Skiffle ebbe un ruolo importante nelle prime produzioni di alcuni musicisti che in seguito divennero artisti di successo nel jazz, pop, blues, folk e rock, tra cui The Quarrymen (che in seguito furono ribattezzati The Beatles) e Rory Gallagher. È stato visto come un trampolino di lancio fondamentale verso il secondo revival folk britannico, il boom del blues britannico e la British Invasion della popular music americana.

## Storia
La voce “skiffle” è originaria degli Stati Uniti e risale agli anni venti del secolo scorso. Nacque per definire quello stile eseguito da braccianti neri che lavoravano nei campi di cotone e che desideravano allietare una festa con una qualche forma di musica; ma che, essendo molto poveri, non potevano permettersi attrezzature all'altezza delle loro esigenze e dovevano ricorrere a strumenti arrangiati, spesso arnesi di uso domestico come pentole, brocche, assi per lavare, pezzi di tubature in metallo, pettini.
Nel Regno Unito lo skiffle, usato come "canto di disperazione" degli scaricatori di porto della zona (un po' come negli USA il blues dei neri nelle piantagioni di cotone), prese piede e si diffuse nella cultura giovanile alla fine degli anni cinquanta, periodo il quale vede spuntare un'innumerevole quantità di complessi skiffle.
Il repertorio dei gruppi skiffle era solitamente composto dai successi rock'n'roll del momento (Johnny B. Goode, Long Tall Sally fra gli altri) e anche da ballate popolari locali (Maggie Mae).
Lonnie Donegan (29 aprile 1931 – 3 novembre 2002) era il musicista conosciuto come "il re dello skiffle". Anche Alexis Korner suonò questo stile all'inizio della sua carriera musicale.

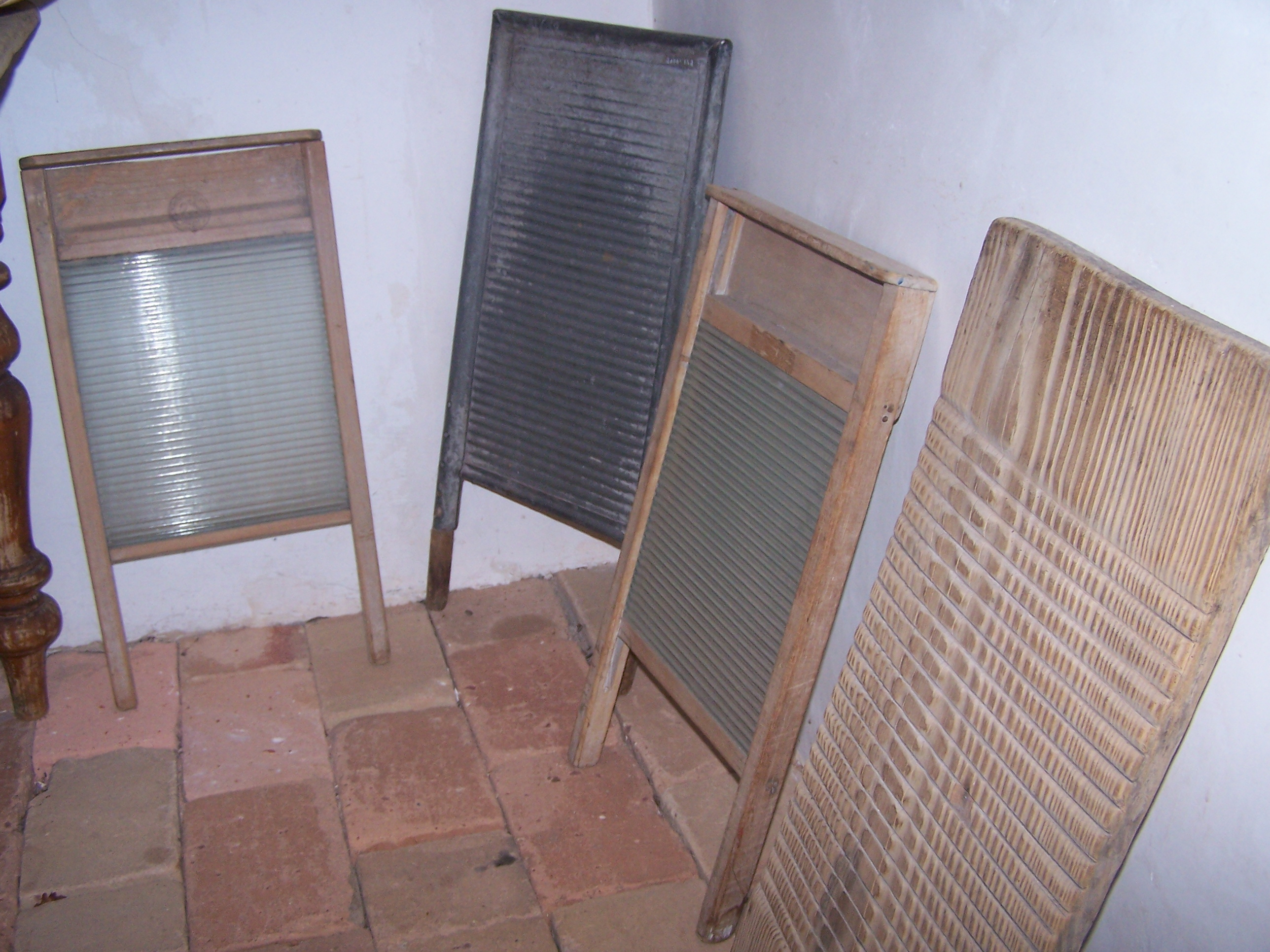
Assi per lavare, usate nello skiffle come strumenti a percussione

È da ricordare inoltre che tutti i componenti dei Beatles, da adolescenti, "fondarono" o presero parte a gruppetti locali skiffle, e in particolare il complesso dei Quarrymen. Il gruppo venne fondato nel 1956 dal sedicenne John Lennon ed ebbe vita fino al 1960, anno in cui già comprendeva anche Paul McCartney e George Harrison; e deve il nome alla Quarry Bank High School, istituto superiore di Liverpool frequentato da Lennon.

## Strumentazione
Lo skiffle, inizialmente musicato con assi da lavare e manici di scopa fungenti da basso, si evolse poi in qualcosa di un po' meno "azzardato" e a questi pseudo-strumenti si sostituirono le classiche chitarre e, in seguito, le batterie come percussioni.
L'unico strumento così "naïf" conservatosi fu il cosiddetto "tea-chest bass" che, stando all'etimologia, era una specie di basso amplificabile formato dalle ceste per trasportare il tè e da un manico di scopa.